# Vlorë (hạt)
Hạt Vlorë (tiếng Albania: Qarku i Vlorës) là một trong 12 hạt của Albania.  Hạt này gồm các huyện  Delvinë, Sarandë và Vlorë  vởi thủ phủ là Vlorë.
Hạt này có diện tích 2.706 km², dân số 193.361 người (năm 2001).
Rìa tây và nam của Vlorë là bờ biển dọc theo eo biển Otranto, chia hạt này với đảo Corfu. Về phía viễn đông nam, hạt này có một đoạn đường biên ngắn với vùng Ípeiros của Hy Lạp. Ở Albania, hạt này giáp các hạt sau:
- Fier: bắc
- Gjirokastër: đông